# Tweede klasse 2006-07 (voetbal België)
Het seizoen 2006/07 van de Belgische Tweede Klasse ging van start op 23 augustus 2006 en de reguliere competitie eindigde op 20 mei 2007. Daarna werden nog eindrondes gespeeld voor promotie en degradatie. De titel in Tweede Klasse werd gewonnen door FCV Dender EH, een fusieclub die pas uit Derde Klasse was gepromoveerd en zijn eerste seizoen in Tweede speelde.

## Gedegradeerde teams
Geen enkel team was gedegradeerd uit de Eerste Klasse naar Tweede Klasse voor de start van het seizoen. De laatste uit Eerste Klasse in 2005/06 was RAA Louviéroise. Deze club kreeg echter geen licentie en degradeerde onmiddellijk naar Derde Klasse. Bovendien was het voorgaand seizoen het eerst waar de voorlaatste uit Eerste Klasse niet rechtstreeks zakte naar Tweede, maar moest deelnemen aan de eindronde in Tweede Klasse om te proberen vooralsnog het behoud af te dwingen. K. Lierse SK was voorlaatste geëindigd, nam deel aan die eindronde en slaagde erin die te winnen, waardoor de club in Eerste Klasse bleef en er geen degradant naar Tweede Klasse was.

## Gepromoveerde teams
Deze teams waren gepromoveerd uit de Derde Klasse voor de start van het seizoen:
- FCV Dender EH (kampioen in Derde Klasse A)
- KVK Tienen (kampioen in Derde Klasse B)
- KRC Waregem (winnaar eindronde)

## Promoverende teams
Deze teams promoveerden naar Eerste Klasse op het eind van het seizoen:
- FCV Dender EH (kampioen)
- KV Mechelen (winst eindronde)

## Degraderende teams
Deze teams degradeerden naar Derde Klasse op het eind van het seizoen:
- KRC Waregem (voorlaatste plaats)
- KSK Ronse (laatste plaats)
- KFC Dessel Sport (verlies eindronde)

## Ploegen
Deze ploegen spelen in het seizoen 2006/2007 in Tweede Klasse:
| Club                        | Plaats       |    |
| --------------------------- | ------------ | -- |
| KVSK United Overpelt-Lommel | Lommel       | 1  |
| KV Red Star Waasland        | Sint-Niklaas | 2  |
| KV Kortrijk                 | Kortrijk     | 3  |
| Oud-Heverlee Leuven         | Leuven       | 4  |
| R. Antwerp FC               | Antwerpen    | 5  |
| KAS Eupen                   | Eupen        | 6  |
| KFC Vigor Wuitens Hamme     | Hamme        | 7  |
| KV Oostende                 | Oostende     | 8  |
| KSK Ronse                   | Ronse        | 9  |
| AFC Tubize                  | Tubeke       | 10 |
| KV Mechelen                 | Mechelen     | 11 |
| R. Excelsior Virton         | Virton       | 12 |
| R. Union Saint-Gilloise     | Brussel      | 13 |
| KFC Dessel Sport            | Dessel       | 14 |
| KMSK Deinze                 | Deinze       | 15 |
| FCV Dender EH               | Denderleeuw  | 16 |
| KVK Tienen                  | Tienen       | 17 |
| KRC Waregem                 | Waregem      | 18 |

| 1 2 3 4 5 6 7 8 9 10 11 12 13 14 15 16 17 18 Geografische verspreiding clubs |

## Titelstrijd
Voor de competitie werden KV Kortrijk, KVSK United, R. Antwerp FC en KV Mechelen als titelfavoriet beschouwd.
Het was echter neo-tweedeklasser FC Dender EH dat de eerste periode won. Ze verzekerden zich zo van een plaats in de eindronde. Ze telden na tien wedstrijden al negen punten voorsprong op Antwerp. Titelfavoriet Antwerp beëindigde de eerste periode op de tweede plaats. KV Mechelen stond zesde met zestien op dertig. De andere titelfavorieten KV Kortrijk en KVSK United stonden verrassend in de tweede kolom op respectievelijk de elfde en twaalfde plaats.
De tweede periode werd toch gewonnen door Antwerp. Het eindigde daarin op een gedeelde eerste plaats met Mechelen, maar door een beter doelpuntensaldo was Antwerp vroegtijdig zeker van minstens eindronde. Na die tweede periode stond Dender nog steeds op kop en had het vier punten voorsprong op Antwerp. Mechelen stond op de derde en Kortrijk op de vierde plaats.
De derde periode werd gewonnen door KV Kortrijk. Op de voorlaatste speeldag verzekerde het zich van eindronde en op de laatste speeldag nam het eindronde. In de derde periode eindigde Kortrijk met één punt meer dan Dender en Mechelen. Antwerp, dat de eerste helft van het seizoen de grootste concurrent voor Dender leek, kende een slechte laatste periode. De club werd nog voorbijgestoken door KV Kortrijk en KV Mechelen, dat op het einde van het seizoen de laatste titelconcurrent voor Dender werd. Op 13 mei, op de voorlaatste speeldag, verzekerde FC Dender EH zich uiteindelijk van de kampioenstitel na een 0-2 winst op het veld van KFC Dessel Sport.

## Eindstand
|    |    |                             | P  | W  | G  | V  | +  | -  | DS  | Ptn |
| -- | -- | --------------------------- | -- | -- | -- | -- | -- | -- | --- | --- |
| K  | 1  | FCV Dender EH               | 34 | 25 | 2  | 7  | 73 | 28 | 45  | 77  |
| EP | 2  | KV Mechelen                 | 34 | 21 | 7  | 6  | 64 | 36 | 28  | 70  |
| EP | 3  | KV Kortrijk                 | 34 | 19 | 10 | 5  | 69 | 26 | 33  | 67  |
| EP | 4  | R. Antwerp FC               | 34 | 17 | 9  | 8  | 63 | 37 | 26  | 60  |
|    | 5  | Oud-Heverlee Leuven         | 34 | 16 | 8  | 10 | 55 | 49 | 6   | 56  |
|    | 6  | KMSK Deinze                 | 34 | 15 | 5  | 14 | 50 | 54 | -4  | 50  |
|    | 7  | KAS Eupen                   | 34 | 12 | 12 | 10 | 50 | 47 | 3   | 48  |
|    | 8  | R. Union Saint-Gilloise     | 34 | 13 | 7  | 14 | 48 | 44 | 4   | 46  |
|    | 9  | AFC Tubize                  | 34 | 13 | 7  | 14 | 36 | 34 | 2   | 46  |
|    | 10 | KVK Tienen                  | 34 | 12 | 9  | 13 | 50 | 57 | -7  | 45  |
|    | 11 | R. Excelsior Virton         | 34 | 11 | 8  | 15 | 38 | 55 | -17 | 41  |
|    | 12 | KFC Vigor Wuitens Hamme     | 34 | 9  | 12 | 13 | 38 | 43 | -5  | 39  |
|    | 13 | KV Oostende                 | 34 | 9  | 12 | 13 | 51 | 60 | -9  | 39  |
|    | 14 | KV Red Star Waasland        | 34 | 9  | 12 | 13 | 43 | 56 | -13 | 39  |
|    | 15 | KVSK United Overpelt-Lommel | 34 | 9  | 9  | 16 | 39 | 50 | -11 | 36  |
| ED | 16 | KFC Dessel Sport            | 34 | 10 | 4  | 20 | 33 | 58 | -13 | 34  |
| D  | 17 | KRC Waregem                 | 34 | 7  | 8  | 19 | 34 | 58 | -24 | 29  |
| D  | 18 | KSK Ronse                   | 34 | 4  | 9  | 21 | 28 | 72 | -44 | 21  |

P: wedstrijden gespeeld, W: wedstrijden gewonnen, G: gelijke spelen, V: wedstrijden verloren, +: gescoorde doelpunten, -: doelpunten tegen, DS: doelsaldo, Ptn: totaal punten
 K: kampioen en promotie, EP: eindronde voor promotie, ED: eindronde voor degradatie D: degradatie

## Periodekampioenen
- Eerste periode: FCV Dender EH, 28 punten
- Tweede periode: R. Antwerp FC, 26 punten
- Derde periode: KV Kortrijk, 29 punten

## Eindronde voor promotie
Net als het vorige seizoen werd de eindronde weer gespeeld tussen drie tweedeklassers, en de voorlaatste uit Eerste Klasse. De winnaar van de eindronde verdient een plaats in Eerste Klasse het volgende seizoen.
De eindronde ging van start op 27 mei 2007. Periodekampioenen R. Antwerp FC en KV Kortrijk speelden in de eindronde, net als KV Mechelen dat tweede was geëindigd in de competitie. De vierde deelnemer was K. Lierse SK, de voorlaatste uit Eerste Klasse, dat ook vorig seizoen de eindronde had moeten spelen, en daar toen na winst zijn plaats in Eerste Klasse had veilig gesteld.
KV Mechelen haalde uiteindelijk vlot de eindrondewinst binnen, en promoveerde zo naar de hoogste klasse. Eersteklasser Lierse kon zich ditmaal niet meer redden in de eindronde.
|   |   |               | P | W | G | V | +  | -  | DS  | Ptn |
| - | - | ------------- | - | - | - | - | -- | -- | --- | --- |
| P | 1 | KV Mechelen   | 6 | 5 | 1 | 0 | 11 | 3  | 8   | 16  |
|   | 2 | R. Antwerp FC | 6 | 3 | 1 | 2 | 7  | 4  | 3   | 10  |
|   | 3 | K. Lierse SK  | 6 | 3 | 0 | 3 | 10 | 8  | 2   | 9   |
|   | 4 | KV Kortrijk   | 6 | 0 | 0 | 6 | 4  | 17 | -13 | 0   |

| Datum      | Uur   | Wedstrijd                 | Uitslag |
| ---------- | ----- | ------------------------- | ------- |
| 27/05/2007 | 16:00 | KV Kortrijk - Lierse SK   | 0-1     |
| 27/05/2007 | 16:00 | Antwerp FC - KV Mechelen  | 0-0     |
| 31/05/2007 | 20:30 | KV Mechelen - Antwerp FC  | 1-0     |
| 31/05/2007 | 20:30 | Lierse SK - KV Kortrijk   | 5-2     |
| 03/06/2007 | 16:00 | Antwerp FC - Lierse SK    | 2-1     |
| 03/06/2007 | 16:00 | KV Mechelen - KV Kortrijk | 3-0     |
| 07/06/2007 | 20:30 | Lierse SK - KV Mechelen   | 1-2     |
| 07/06/2007 | 20:30 | KV Kortrijk - Antwerp FC  | 0-2     |
| 10/06/2007 | 16:30 | KV Kortrijk - KV Mechelen | 2-3     |
| 10/06/2007 | 16:30 | Lierse SK - Antwerp FC    | 2-0     |
| 14/06/2007 | 20:30 | KV Mechelen - Lierse SK   | 2-0     |
| 14/06/2007 | 20:30 | Antwerp FC - KV Kortrijk  | 3-0     |

## Degradatie-eindronde
Het team dat 16de eindigde, KFC Dessel Sport, speelde een eindronde met een aantal derdeklassers en ging daar van start in de tweede ronde van die eindronde.

## Topscorers
| Scorer           | Goals | Team                    | Land      |
| ---------------- | ----- | ----------------------- | --------- |
| Gabriel Persa    | 21    | KFC Dessel Sport        | Roemenië  |
| Gunter Thiebaut  | 21    | FCV Dender EH           | België    |
| Fraizer Campbell | 20    | R. Antwerp FC           | Engeland  |
| Bjorn Vleminckx  | 16    | KV Mechelen             | België    |
| Yves Buelinckx   | 15    | R. Union Saint-Gilloise | België    |
| Thierry Bayock   | 14    | KVK Tienen              | Kameroen  |
| Ivica Jarakovic  | 14    | KV Kortrijk             | Servië    |
| Norman Sylla     | 14    | KSK Ronse               | Frankrijk |
| Aloys Nong       | 14    | KV Kortrijk             | Kameroen  |